# Demogorgone

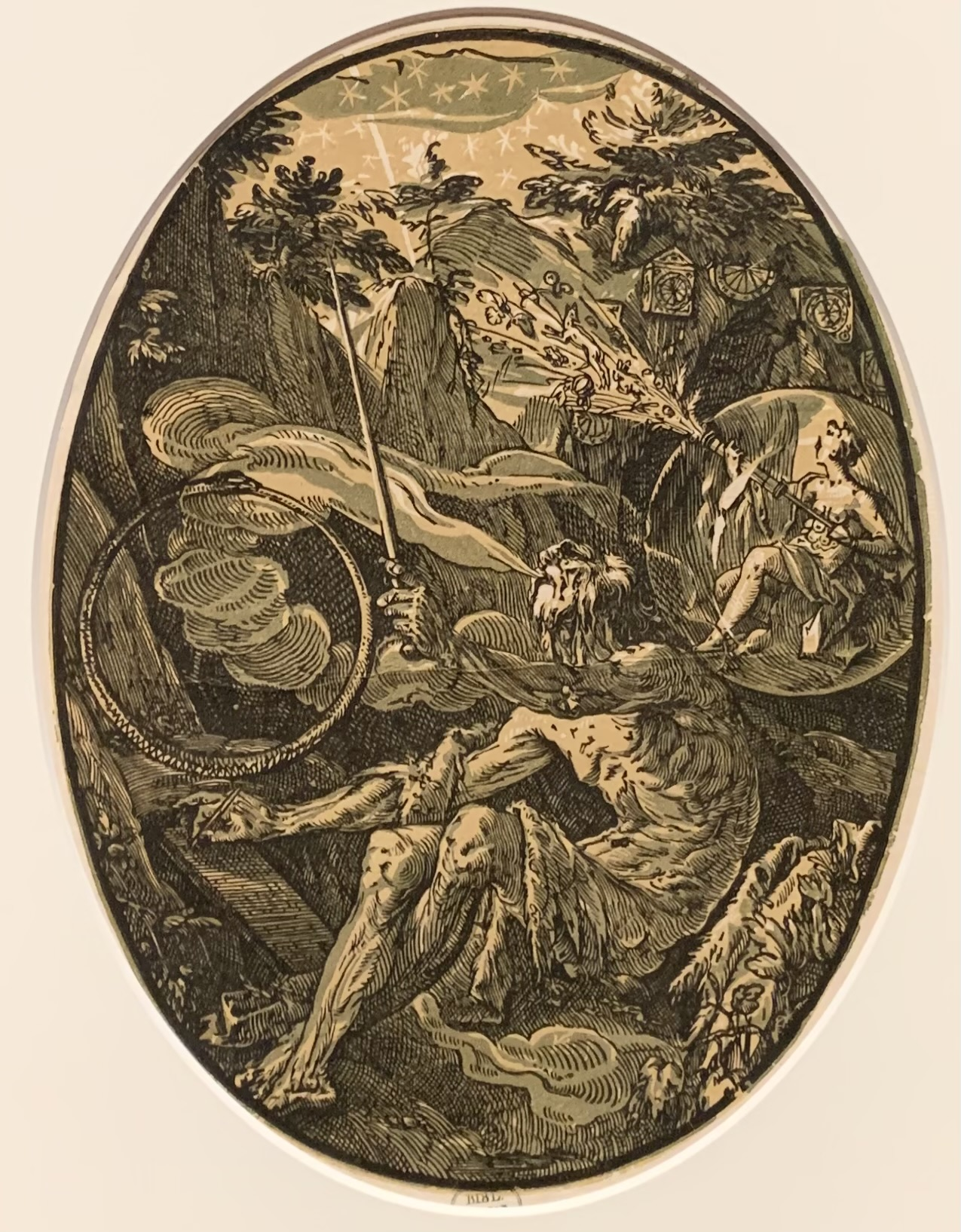
Il Demogorgone in una xilografia seicentesca di Hendrick Goltzius

Demogorgone (pronuncia /demoˈɡɔrɡone/ o /demoɡorˈɡone/) è un essere mitologico descritto da Giovanni Boccaccio come il padre di tutti gli dèi avente tuttavia caratteristiche simili a quelle del principe delle tenebre: 
(Giovanni Boccaccio, Genealogia deorum gentilium, traduzione italiana di Giuseppe Betussi)

## Storia
La figura di Demogorgone è del tutto sconosciuta alla mitologia classica. Il nome nacque verosimilmente in ambiente bizantino per una sorta di errore grammaticale:  dal greco antico: Δημιουργόν?, Dēmiourgón ("Demiurgo") corrotto in Demogorgon. Boccaccio afferma di averne appreso il nome da Lattanzio, uno scoliasta  del IV o del V secolo d.C. nella Tebaide di Publio Papinio Stazio.
Nei poemi rinascimentali di Matteo Maria Boiardo, Ludovico Ariosto, Teofilo Folengo, John Milton e François Rabelais, ma anche nelle opere di autori più moderni per esempio Giosuè Carducci, Demogorgone è raffigurato come un mostro infernale.

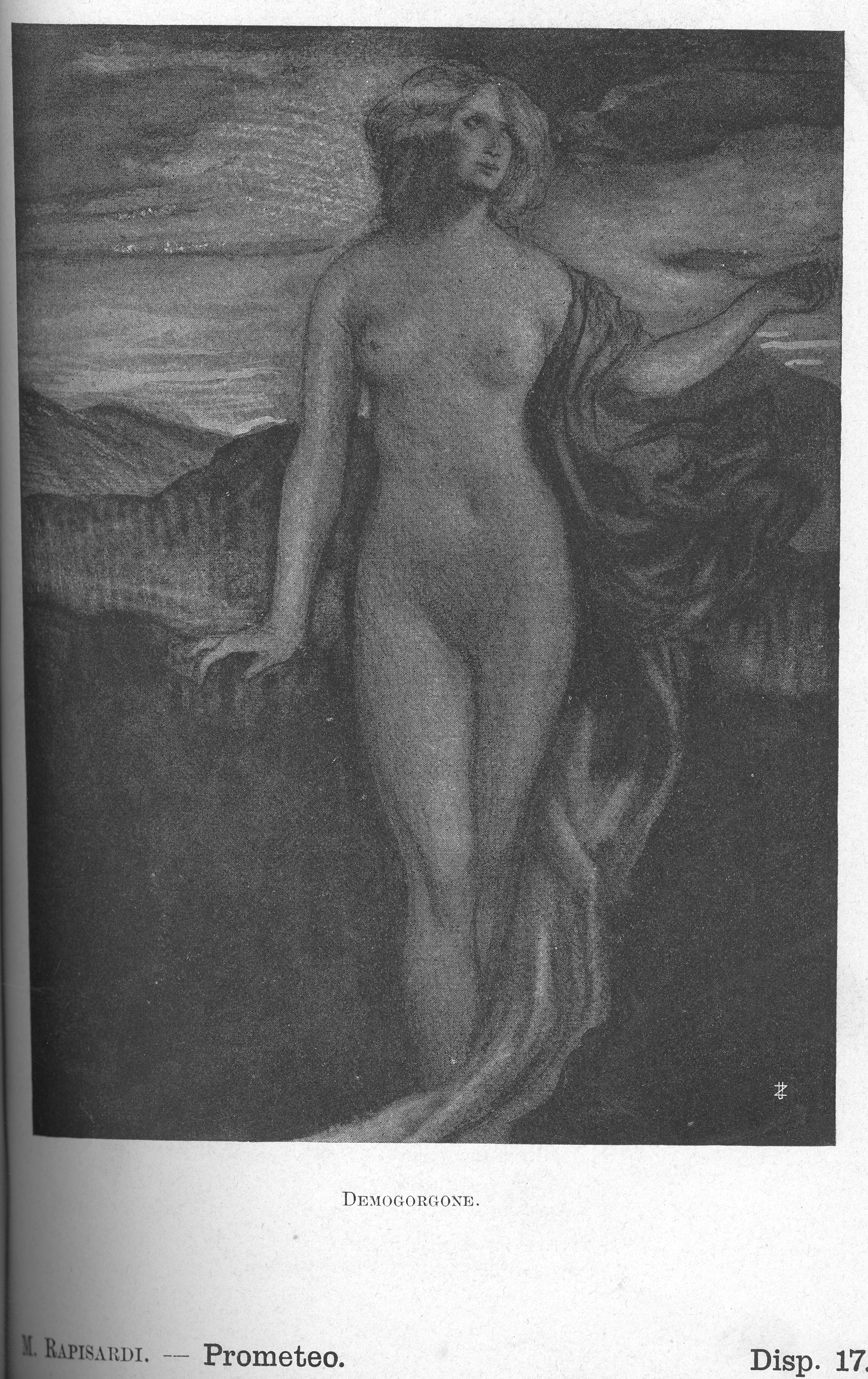
Demogorgone, tratto dalla versione del Prometeo liberato di Mario Rapisardi

Differente è invece la rappresentazione che ne diede Percy Bysshe Shelley nel suo Prometeo liberato. Nel poema romantico, il Demogorgone è il simbolo dell'eternità, è colui che uccide Giove, suo padre, e conclude il poema enunciando ciò che verosimilmente corrisponde al credo rivoluzionario del poeta.
Il Demogorgone (ovvero Il filosofo confuso) è il titolo di un'opera lirica di Vincenzo Righini su libretto di Lorenzo Da Ponte (1786).

## Nella cultura moderna
Nel mondo ludico il Demogorgone appare nel gioco di ruolo Dungeons & Dragons come "Principe dei demoni" di molte ambientazioni, mentre appare come mostro finale nel videogioco Forbidden Forest per Commodore 64.
Nell'universo fumettistico troviamo "Demogorge il Divoratore di Dèi" all'interno del mondo Marvel sotto forma di bestiale alter ego del dio egizio Atum (in modo analogo a Bruce Banner / Hulk), che potrebbe essere ispirato a Demogorgone considerando inoltre che il suo creatore è Gaea (Gea), la madre terra, a sua volta generata da un'entità cosmica nota come Demiurgo.
Per quanto riguarda le apparizioni nel piccolo schermo, il Demogorgone viene spesso citato nella serie TV Stranger Things, in cui i protagonisti sono amanti del gioco di ruolo Dungeons & Dragons, poiché così viene battezzato uno degli abitanti del Sottosopra e primo ad aver attaccato la cittadina statunitense di Hawkins, negli anni ‘80, e aver rapito un suo abitante, Will Byers (uno dei protagonisti della serie televisiva).
Demogorgone è il dio personale di Eugène Delacroix nel film La note bleue di Andrzej Żuławski del 1991, che "lo accompagna fin dall'infanzia e grazie al quale può adattarsi ad avere due padri, il vero e il falso, e che lo aiuta a rimanere impassibile". Appare come un satiro nudo e peloso, seduto in uno stanzino e intento a pestare qualcosa in un mortaio, gesto facilmente equivocabile per un atto masturbatorio.